# شارلینتسه (لسکوواتس)
شارلینتسه (به صربی: Šarlince) یک منطقهٔ مسکونی در صربستان است که در لسکواس واقع شده‌است. شارلینتسه ۸۵۴ نفر جمعیت دارد.